# Azaleanetwants
De azaleanetwants (Stephanitis pyrioides) is een wants uit de familie van de Tingidae (Netwantsen). De soort werd het eerst wetenschappelijk beschreven door Scott in 1874.

## Uiterlijk
De wants kan 3 tot 4 mm lang worden. Net als de andere netwantsen hebben de vleugels van deze wants een fijnmazig netwerkpatroon van aders. Net als de andere soorten uit het genus Stephanitis heeft de wants een opvallende grote bolvormige halsblaas. Het randveld van het halsschild is naar voren uitgerekt maar steekt niet voorbij de ogen. De halsblaas is kleiner en lichter van kleur dan die van Stephanitis takeyai en bedekt niet de volledige kop.  De halsblaas van Stephanitis oberti ziet er wel nagenoeg hetzelfde uit en daardoor is het niet eenvoudig om onderscheid te maken tussen deze twee soorten.  

## Leefwijze
De volwassen wantsen kunnen waarschijnlijk het hele jaar worden aangetroffen, voornamelijk in de periode augustus tot november op azalea (Rhododendron) waar ze met hun steeksnuit zuigen aan de bladeren. De natuurlijk vijanden zijn Stethoconus japonicus (een blindwants) en Anagrus takeyanus maar die zijn nog niet waargenomen in Europa.

## Leefgebied
De wants is oorspronkelijk een Zuidoost-Aziatische soort die met de waardplant mee is geïntroduceerd in een groot aantal landen over de hele wereld. In onder andere Australië, Europa, Noord-Amerika, de Kaukasus, het Indisch subcontinent, Zuid-Amerika, Rusland en Japan. In Nederland is de soort voornamelijk te vinden in parken, kwekerijen en tuinen.